# Fritz-Haber-Institut der Max-Planck-Gesellschaft
Das Fritz-Haber-Institut der Max-Planck-Gesellschaft (FHI der MPG) ist ein aus dem Kaiser-Wilhelm-Institut für Physikalische Chemie und Elektrochemie in Berlin-Dahlem hervorgegangenes Grundlagenforschungsinstitut. Forschungsschwerpunkte sind das Verständnis von Katalyseprozessen auf molekularem Niveau und Molekülphysik. Das Institut besteht zurzeit aus sechs Abteilungen (Anorganische Chemie, Chemische Physik, Molekülphysik, Grenzflächenwissenschaft, Physikalische Chemie und Theorie) und wird von einem Direktorenkollegium geleitet.

## Geschichte

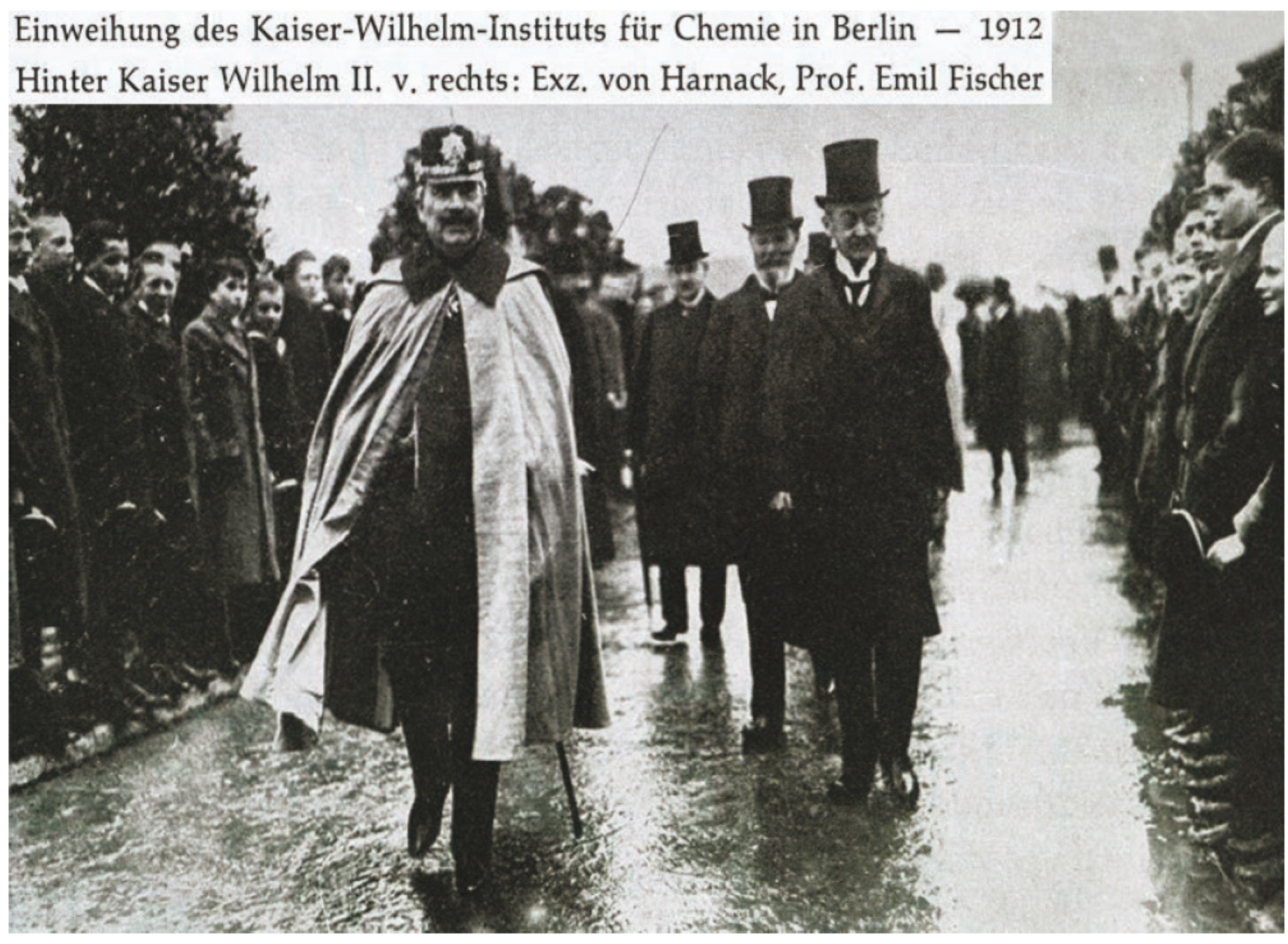
Einweihung des Kaiser-Wilhelm-Instituts für Physikalische Chemie und Elektrochemie

Im Jahre 1911 wurde die Errichtung eines Kaiser-Wilhelm-Instituts für Physikalische Chemie und Elektrochemie beschlossen, Gründungsdirektor war Fritz Haber. Schon im Oktober 1912 wurde das Institut nach nur elf Monaten Bauzeit durch Kaiser Wilhelm II. eingeweiht.
Während der Weltkriege und insbesondere durch die Zeit des Nationalsozialismus wurde das Institut den Restriktionen der damals herrschenden Politik und der militärischen Strategie unterworfen. Insbesondere waren durch die Arbeit des Instituts im Ersten Weltkrieg und insbesondere seinen Direktor Fritz Haber die Voraussetzungen für die Gaskrieg-Entwicklung gelegt worden. Dem Vorschlag Habers folgend war das Institut am 7. November 1916 dem Militär unterstellt worden. Das Institut lieferte das Forschungsresultat für den ersten Giftgaseinsatz am 22. April 1917 bei Ypern und Fritz Haber hatte persönlich im Vorfeld die Lage der Gasflaschen an der vordersten Frontlinie überprüft. Bereits seit 1916 wurde darüber hinaus an der Entwicklung von Gasgeschossen und dem Einsatz von Senfgas (Dichlordietzhylsilfit) geforscht, was dann erstmalig am 12. und 13. Juli 1917 ebenfalls in der Nähe von Ypern zum Einsatz kam.
Nach Ende des Krieges wurde zunächst versucht, die bei der Kampfstoffentwicklung gewonnenen Ergebnisse für zivile Zwecke in der Pharmakologie und Schädlingsbekämpfung zu nutzen. In Zusammenarbeit mit der Firma Degesch entstand dabei das Mittel Zyklon B. In den Zwanziger Jahren fand am Institut neben Untersuchungen Habers bezüglich der technischen Machbarkeit der Goldgewinnung aus Meerwasser wieder verstärkt Grundlagenforschung statt. Fritz Haber trat 1933 als Institutsdirektor zurück, nachdem von ihm verlangt wurde, jüdische Mitarbeiter zu entlassen (seine eigene Entlassung wurde zunächst nicht gefordert).
Als sein Nachfolger wurde 1933 zunächst Gerhart Jander zum kommissarischen Direktor des Instituts bestimmt. Die Umstellung des Instituts auf Forschung im Dienste des nationalsozialistischen Regimes und der Austausch der gesamten Belegschaft sorgten für einen starken Rückgang der Publikationen. Nach der Ernennung Peter Adolf Thiessens zum Direktor im Jahre 1935 normalisierte sich der Forschungsbetrieb jedoch wieder. Unter Thiessen, der selbst Parteimitglied in der NSDAP war, wurde auch 1939 nach Ausbruch des Zweiten Weltkriegs das Institut ein weiteres Mal auf kriegswichtige Aufgaben umgestellt.
Nach dem Zweiten Weltkrieg wurde das Institut zusammen mit einigen weiteren Berliner Kaiser-Wilhelm-Instituten unter dem Dach einer Stiftung Deutsche Forschungshochschule weitergeführt.
Max von Laue erreichte im Jahre 1953 die Eingliederung des früheren Kaiser-Wilhelm-Instituts in die Max-Planck-Gesellschaft, zugleich erhielt das Institut den noch heute gültigen Namen. Das Institut gliederte sich in verschiedene Forschungsabteilungen. 1957 wurde die Abteilung Elektronenmikroskopie (Leiter Ernst Ruska) zu einem eigenständigen Institut unter der Bezeichnung Institut für Elektronenmikroskopie am Fritz-Haber-Institut umgewandelt. Im Zuge einer Strukturreform wurde das Fritz-Haber-Institut ab 1974 in die drei Teilinstitute gegliedert: Institut für physikalische Chemie, Institut für Strukturforschung und Institut für Elektronenmikroskopie. In einer weiteren Reform wurden 1980 diese Teilinstitute wieder aufgelöst, das Institut bestand wieder wie schon vor 1974 aus Abteilungen. Zugleich wurde die bis dahin übliche Institution des Institutsdirektors (auf Lebenszeit bzw. bis zur Emeritierung) zugunsten einer kollegialen Leitung aufgegeben; aus dem Kreise der Abteilungsdirektoren wird nun für jeweils zwei Jahre der Geschäftsführende Direktor des Instituts bestimmt.

## Nobelpreisträger
Für seine Arbeit zur Beugung von Röntgenstrahlen an Kristallen erhielt Max von Laue 1914 den Nobelpreis für Physik. Fritz Haber erhielt 1918 ebenfalls den Nobelpreis für Chemie „für die Synthese von Ammoniak aus dessen Elementen“. Otto Hahn wurde für seine Arbeiten zur Kernspaltung 1944 mit dem Chemienobelpreis ausgezeichnet, der Preis wurde ihm jedoch erst zwei Jahre später überreicht. 1986 erhielt Ernst Ruska den Nobelpreis für Physik für seine Arbeiten zum Elektronenmikroskop. Im Jahr 2007 wurde Gerhard Ertl für die Erforschung oberflächenchemischer Katalysatoren mit dem Chemienobelpreis geehrt.

## International Max Planck Research School (IMPRS)
Das FHI betreibt die International Max Planck Research School Functional Interfaces in Physics and Chemistry. Eine IMPRS ist ein englischsprachiges Doktorandenprogramm, das eine strukturierte Promotion ermöglicht. Weitere Partner in der IMPRS sind die Humboldt-Universität zu Berlin, die Freie Universität Berlin, Technische Universität Berlin und die Universität Potsdam. Sprecher der IMPRS ist Martin Wolf.

## Direktoren
Die ehemaligen Direktoren des Kaiser-Wilhelm-Instituts für Physikalische Chemie und Elektrochemie sowie des Fritz-Haber-Instituts sind:
- Fritz Haber (1911–1933)
- stellvertretender Direktor: Herbert Freundlich (1919–1933)
- kommissarisch Otto Hahn (Mitte Juli 1933 – Mitte Oktober 1933)
- Gerhart Jander (1933–1935)
- Peter Adolf Thiessen (1935–1945)
- Robert Havemann (1945–1948)
- Karl Friedrich Bonhoeffer (1948–1951)
- Max von Laue (1951–1959)
- Rudolf Brill (1959–1969)
- Heinz Gerischer (1969–1980)

1980 wurde im Rahmen einer Umstrukturierung ein Direktorenkollegium geschaffen, in dem die folgenden Personen Mitglieder waren:
- Heinz Gerischer (1980–1986)
- Elmar Zeitler (1980–1995)
- Alexander M. Bradshaw (1980–1999)
- Jochen H. Block (1980–1995)
- Gerhard Ertl (1986–2004)
- Matthias Scheffler (1988–2019)
- Robert Schlögl (1995–2023)
- Hans-Joachim Freund (1995–2019)

Das sind die aktuellen Direktoren + erste Direktorin:
- Gerardus Meijer[10] (2002–2012, erneut seit 2017)
- Martin Wolf[11] (seit 2008)
- Beatriz Roldán Cuenya[12] (seit 2017)
- Karsten Reuter[13] (seit 2020)

## Abteilungsleiter
- James Franck (1918–1920)
- Michael Polanyi (1923–1933)
- Rudolf Ladenburg (1924–1932)
- Kurt Ueberreiter (1943–1980)
- Ernst Ruska (1949–1974)
- Erwin W. Mueller (1950–1952)
- Gerhard Borrmann (1953–1970)
- Iwan N. Stranski (1954–1970)
- Kurt Molière (1953–1980)
- Rolf Hosemann (1960–1980)

## Auswärtige Wissenschaftliche Mitglieder
Die Max-Planck-Gesellschaft beruft Wissenschaftler, die auf dem Forschungsgebiet eines Instituts herausragendes geleistet haben, zu Auswärtigen Wissenschaftlichen Mitgliedern.
- Aaron Klug
- Joachim Sauer
- Eberhard Umbach
- Dietrich Menzel
- Hans-Jürgen Kreuzer
- John C. Hemminger

Frühere Auswärtige Wissenschaftliche Mitglieder:
- Georg Menzer (1953–1989)
- Paul Harteck (1956–1985)
- Erwin W. Mueller (1957–1977)
- Helmut Ruska (1962–1973)
- Georg Manecke (1963–1990)
- Klaus Vetter (1966–1974)
- Immanuel Broser (1966–2013)